# Neoperla angulata
Neoperla angulata är en bäcksländeart som först beskrevs av Walker 1852.  Neoperla angulata ingår i släktet Neoperla och familjen jättebäcksländor. Inga underarter finns listade i Catalogue of Life.